# Lỗ đen nguyên thủy

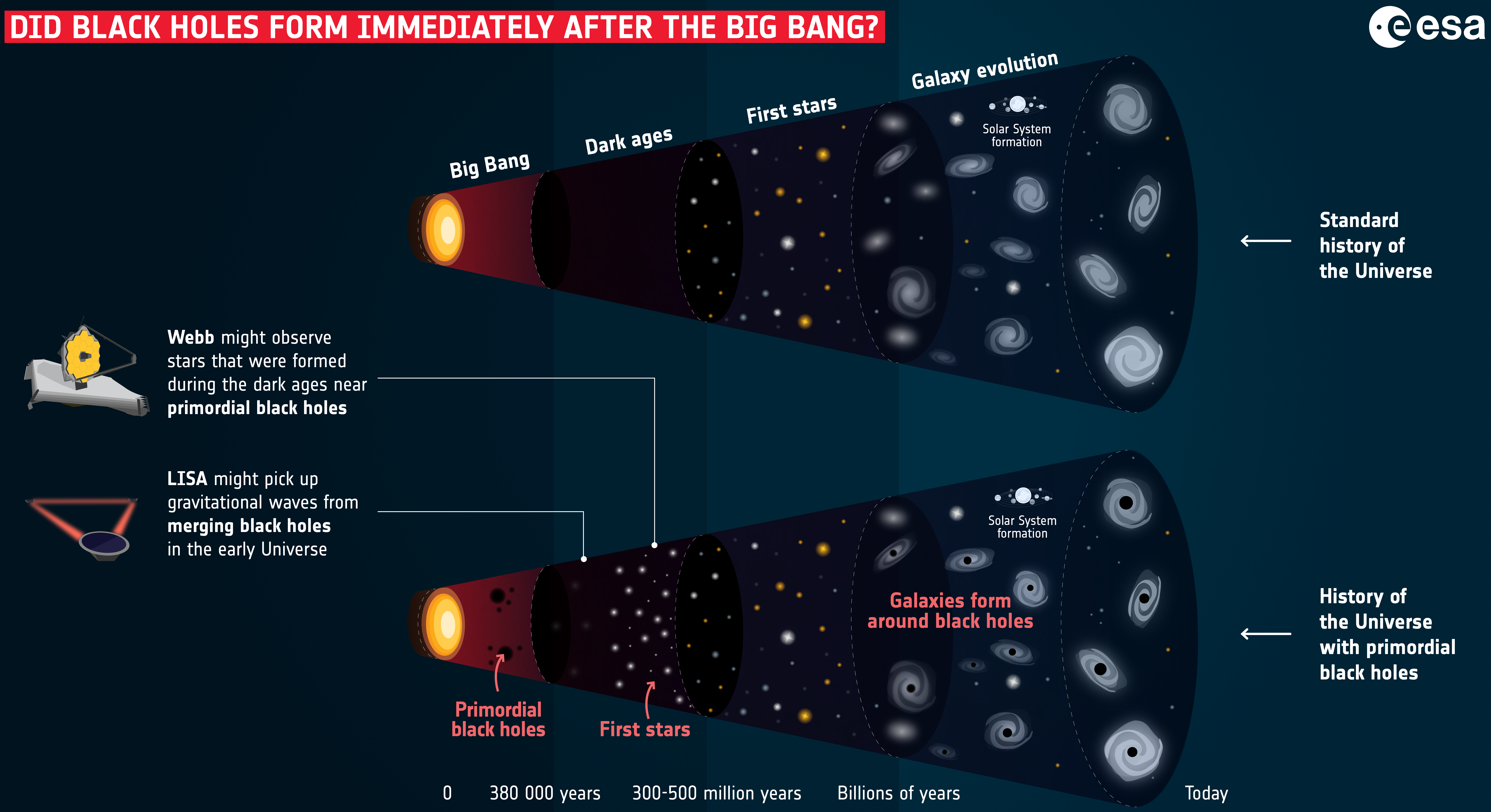
Sự hình thành của vũ trụ không có lỗ đen nguyên thủy (trên) và có (dưới) lỗ đen nguyên thủy

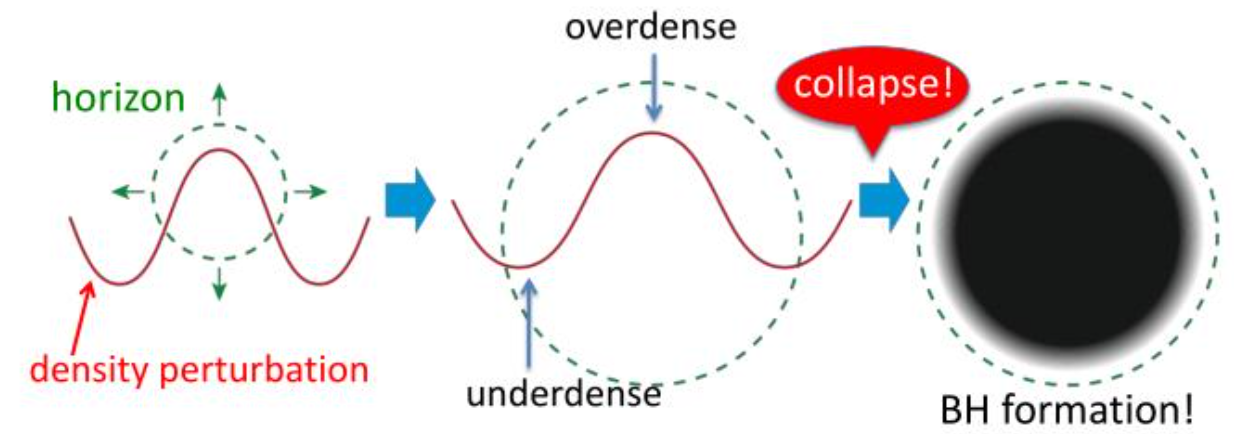
Các lỗ đen nguyên thủy có thể được hình thành do sự sụp đổ của các vùng quá dày đặc trong vũ trụ lạm phát hoặc vũ trụ ban đầu bị chi phối bởi bức xạ

Lỗ đen nguyên thủy là một loại lỗ đen giả thuyết được hình thành ngay sau Vụ nổ lớn. Trong vũ trụ sơ khai, mật độ cao và điều kiện không đồng nhất có thể đã khiến các vùng đủ dày đặc trải qua sự sụp đổ lực hấp dẫn, tạo thành các lỗ đen. Yakov Borisovich Zel'dovich và Igor Dmitriyevich Novikov vào năm 1966  lần đầu tiên đề xuất sự tồn tại của các lỗ đen như vậy. Lý thuyết đằng sau nguồn gốc của chúng lần đầu tiên được Stephen Hawking nghiên cứu sâu vào năm 1971. Do các lỗ đen nguyên thủy không hình thành từ sự sụp đổ lực hấp dẫn của sao, nên khối lượng của chúng có thể thấp hơn nhiều so với khối sao (khoảng 2×1030 kg). Hawking tính toán rằng các lỗ đen nguyên thủy có thể nặng chỉ có 10−8 kg.

## Lịch sử lý thuyết
Tùy thuộc vào mô hình, các lỗ đen nguyên thủy có thể có khối lượng ban đầu từ 10−8 kg (cái gọi là di tích Planck) đến hơn hàng ngàn lần khối lượng Mặt Trời. Tuy nhiên, các lỗ đen nguyên thủy ban đầu có khối lượng thấp hơn 1011 kg sẽ không tồn tại cho đến hiện tại do bức xạ Hawking, gây ra sự bốc hơi hoàn toàn trong thời gian ngắn hơn nhiều so với tuổi của Vũ trụ. Lỗ đen nguyên thủy là không có baryonic  và như vậy là những ứng cử viên vật chất tối đáng tin cậy. Các lỗ đen nguyên thủy cũng là ứng cử viên tốt để trở thành hạt giống của các lỗ đen siêu lớn ở trung tâm của các thiên hà lớn, cũng như các lỗ đen có khối lượng trung gian.
Các lỗ đen nguyên thủy thuộc về lớp các vật thể quầng lớn nhỏ gọn (MACHOs). Chúng tự nhiên là một ứng cử viên vật chất tối tốt: chúng (gần như) ít va chạm và ổn định (nếu đủ lớn), chúng có vận tốc không tương đối, và chúng hình thành rất sớm trong lịch sử Vũ trụ (thường là ít hơn một giây sau Vụ Nổ Lớn). Tuy nhiên, các giới hạn chặt chẽ về sự phong phú của chúng đã được thiết lập từ các quan sát vật lý và vũ trụ học khác nhau, do đó hiện đã loại trừ rằng chúng đóng góp đáng kể vào vật chất tối trong hầu hết phạm vi khối lượng hợp lý.
Vào tháng 3 năm 2016, một tháng sau khi công bố phát hiện bởi Advanced LIGO/VIRGO của sóng hấp dẫn phát ra từ sự hợp nhất của hai lỗ đen có khối lượng 30 khối lượng Mặt Trời (khoảng 6×1031 kg), ba nhóm các nhà nghiên cứu đã đề xuất một cách độc lập rằng các lỗ đen được phát hiện có nguồn gốc nguyên thủy. Hai trong số các nhóm nhận thấy rằng tỷ lệ hợp nhất được suy ra bởi LIGO phù hợp với một kịch bản trong đó tất cả các vật chất tối được tạo ra từ các lỗ đen nguyên thủy, nếu một phần không đáng kể của chúng được tập hợp trong các halos như các thiên hà hình cầu lùn mờ hoặc cụm sao hình cầu, như được lý thuyết tiêu chuẩn về sự hình thành cấu trúc vũ trụ tiên đoán. Nhóm thứ ba tuyên bố rằng các tỷ lệ hợp nhất này không tương thích với kịch bản vật chất tối và các lỗ đen nguyên thủy chỉ có thể đóng góp ít hơn một phần trăm trong tổng số vật chất tối. Khối lượng lớn bất ngờ của các lỗ đen được LIGO phát hiện đã làm hồi sinh mạnh mẽ sự quan tâm đến các lỗ đen nguyên thủy với khối lượng trong phạm vi từ 1 đến 100 khối lượng Mặt Trời. Tuy nhiên, vẫn còn tranh cãi liệu phạm vi này có bị loại trừ hay không bởi các quan sát khác, chẳng hạn như không có thấu kính vi mô của sao, dị hướng bức xạ phông vi sóng vũ trụ, kích thước của các thiên hà lùn mờ và không có mối tương quan giữa tia X và nguồn phát thanh hướng về trung tâm thiên hà.
Vào tháng 5 năm 2016, Alexander Kashlinsky cho rằng các mối tương quan không gian quan sát được trong các bức xạ nền tia gamma và tia X chưa được giải quyết có thể là do các lỗ đen nguyên thủy có khối lượng tương tự, nếu sự phong phú của chúng có thể so sánh với vật chất tối.
Vào tháng 4 năm 2019, một nghiên cứu đã được công bố cho thấy giả thuyết này có thể là một ngõ cụt. Một nhóm các nhà nghiên cứu quốc tế đã đưa ra một lý thuyết được Stephen Hawking suy đoán được thử nghiệm nghiêm ngặt nhất của nó cho đến nay, và kết quả của họ đã loại trừ khả năng các lỗ đen nguyên thủy có kích cỡ nhỏ hơn một phần mười milimet tạo thành phần lớn vật chất tối.
Vào tháng 8 năm 2019, một nghiên cứu đã được công bố mở ra khả năng tạo ra tất cả vật chất tối với các lỗ đen nguyên thủy khối thiên thạch (3,5 × 10 −17 - 4 × 10 −12 khối lượng mặt trời, hoặc 7,0 × 10 13 - 8 × 1018 kilôgam).
Vào tháng 9 năm 2019, một báo cáo của James Unwin và Jakub Scholtz đã đề xuất khả năng của một lỗ đen nguyên thủy (PBH) kích thước của một quả bóng tennis tồn tại trong Vành đai Kuiper mở rộng để giải thích các dị thường quỹ đạo được cho là kết quả của một hành tinh thứ 9 trong Hệ Mặt Trời.